# Chiesa di San Martino (Randazzo)
La chiesa di San Martino è un luogo di culto in stile gotico - normanno ubicato nel quartiere e piazza omonimi della cittadina di Randazzo.

## Storia

### Epoca bizantina
Secondo la tradizione l'edificio sorge sull'area occupata da un preesistente luogo culto risalente al V secolo. Area ove si insediarono le popolazioni lombarde, giunte al seguito dei Normanni per la riconquista dell'isola.

### Epoca normanno - sveva
Il campanile per stile è collocabile in epoca normanna.
Nel XIII secolo il corpo principale fu ampliato comprendendo tre navate. Nel XIV secolo fu addossata una quarta navata a meridione, coll'intenzione di completare l'insieme con l'aggiunta du una quinta navata uguale sul lato settentrionale.

### Epoca aragonese
Frizioni campanilistiche tra i Lombardi stanziati nel quartiere di San Martino, i Greci insediati nel quartiere di San Nicola, i Latini stanziati attorno alla chiesa di Santa Maria. Il 15 maggio 1469, l'archimandrita Leonzio Crisafi pose fine alla lunga contesa circa la preminenza in ambito cittadino che ogni tempio vantava, pronunciando una piena equiparazione tra essi, stabilendo che ciascuno avrebbe esercitato a turno e per un anno, il diritto di preminenza. Il 24 gennaio 1493, il viceré di Sicilia Ferdinando de Acuña y de Herrera, conte di Buendía, emanò un'ulteriore direttiva che confermava l'equiparazione.

### Epoca spagnola
È documentato sul Libro Rosso il passaggio da Randazzo dell'imperatore Carlo V reduce dalla campagna di Tunisi dopo le trionfali accoglienze a Trapani e Palermo sulla strada per Messina, evento avvenuto il 17 ottobre 1535.
Al Libro Rosso, alla sua custodia presso la chiesa considerata sede dell'archivio storico cittadino a alla figura dell'imperatore fanno riferimento eventi che ebbero profonde ripercussioni a Randazzo. Sul finire del 1538 le truppe spagnole ammutinate lasciate a custodia de La Goletta dopo la Presa di Tunisi, si ribellarono per questioni di mancati pagamenti. Gran parte delle guarnigioni abbandonarono il presidio e navigarono alla volta della vicina Sicilia. A titolo preventivo, per motivi di sicurezza furono confinati sull'isola di Lipari, ma contravvenendo alle disposizioni impartite dal viceré di Sicilia Ferrante I Gonzaga, gli ammutinati sbarcarono a Messina per essere immediatamente respinti.
Dopo disordini provocati a Castania e Faro si impossessarono e depredarono i centri di Monforte e Santa Lucia del Mela, per poi commettere ulteriori razzie a Castroreale. A Randazzo è documentata la distruzione dell'archivio storico custodito nel tempio. Col tentativo di mediazione svoltosi a Milazzo e dopo il giuramento convenuto col patto siglato a Linguaglossa, nonostante i pagamenti effettuati a saldo dei compensi pattuiti, il viceré chiamò in rassegna con pretesti vari i capi dei sediziosi, facendoli strangolare rispettivamente a Messina, Militello, Vizzini, Lentini e altre località.
Nel settembre 1540 la chiesa acquistò il miracoloso Crocifisso destinato ad altro paese da Giovanni Antonio Matinati scultore di Messina.

### Epoca borbonica
- 21 dicembre 1746, solenne consacrazione presieduta da monsignore Francesco Tommaso Moncada. La targa commemorativa recita:

Nel 1751, assieme alla chiesa di Santa Maria Assunta e alla chiesa di San Nicola, fu insignita del titolo di collegiata, con facoltà di elezione delle Dignità Capitolari, concessione dei privilegi canonicali, compresa la cappa di coro e il manto d'ermellino, privilegi confermati dalla Santa Sede nel 1785.

### Epoca contemporanea
Il diritto di preminenza si prolungò fino al 1936, anno in cui monsignor Salvatore Russo, vescovo di Acireale, decise di attribuire il titolo di matrice alla chiesa di Santa Maria.
Nei giorni 6 - 7 - 8 - 9 - 11 agosto 1943, i bombardamenti anglo-americani colpirono in pieno il monumento arrecando notevoli danni e distruggendo le quattro navate originarie.